# Christoph Ernst von Beulwitz
Christoph Ernst von Beulwitz (* 14. Februar 1695 in Löhma; † 17. April 1757 in Glückstadt) war ein deutscher Beamter in dänischen Diensten. Er war Oberlanddrost der Grafschaften Oldenburg und Delmenhorst sowie von 1752 bis 1757 Kanzler der Regierung des Herzogtums Holstein.

## Leben

### Frühe Jahre und Tätigkeit in Württemberg
Christoph von Beulwitz stammte aus der Schwarzburg-Rudolstadtschen Linie des alten, weitverbreiteten thüringischen Adelsgeschlechts Beulwitz. Er war der Sohn des Gottfried Christian von Beulwitz († 1726) und der Catharina Magdalena geb. von Reitzenstein (1656 – ca. 1720). Nach dem Studium, vermutlich von 1712 bis 1715 an der Universität in Jena, ging Beulwitz zunächst von 1718 bis 1719 als Kavalier an den Hof von Nassau-Saarbrücken. Anschließend war er ab 1720 Hofmeister des Grafen Karl August von Hohenlohe-Kirchberg und von 1727 bis 1728 Hofmeister der Herzogin  Maria Augusta von Württemberg. Am 18. März 1729 wurde Beulwitz zum herzoglich-württembergischen Regierungsrat ernannt und war bis 1732 Hofmeister des Erbprinzen Carl Eugen. In den nächsten Jahren folgten die Ernennung zum Wirklichen Regierungsratspräsidenten, zum Lehnspropst und zum Wirklichen Geheimrat. Ferner wurde Beulwitz Ritter des Sankt-Hubertus-Ordens und am 11. Februar 1738 mit dem zweithöchsten dänischen Orden, dem Dannebrogorden, ausgezeichnet.

### Tätigkeit in dänischen Diensten
Im Juni 1739 übersiedelte Beulwitz nach Kopenhagen und wurde zum Hofmeister des Kronprinzen, des späteren Königs Friedrich V. von Dänemark, ernannt. Noch im selben Jahr erhielt Beulwitz auch die Ernennungen zum Konferenzrat sowie zum Deputierten des General-, Landökonomie- und Commerz-Collegiums. Beulwitz blieb fünf Jahre am Kopenhagener Hof und nahm in dieser Zeit am kirchlichen Leben der deutschen Gemeinde teil. Wie die königliche Familie und der Großteil des Hofes, war er Pietist. Am 5. Juli 1743 wurde Beulwitz zum Amtmann des Amtes Sorø auf Seeland und zum Vorsteher des Klosters Sorø und der dort 1740 neu gegründeten Ritterakademie Sorø Akademi ernannt. Am 1. Oktober 1745 wurde er Geheimrat und am 10. Dezember des gleichen Jahres neben Hans von Ahlefeldt zum Oberlanddrosten der Grafschaften Oldenburg und Delmenhorst ernannt. Am 7. Januar 1746 folgten dann noch die Ernennung zum Obervorsteher des Klosters Blankenburg und des dortigen Armen- und Waisenhauses. Am 7. August 1747 wurde Beulwitz mit dem dänischen Ordre de l’union parfaite ausgezeichnet. Am 31. Januar 1752 löste Beulwitz schließlich Graf Rochus Friedrich zu Lynar als Amtmann des Amtes Steinburg und Kanzler der Regierung des Herzogtums Holstein in Glückstadt ab. 1756 erfolgte noch die Ernennung zum Geheimen Konferenzrat.

## Familie
Beulwitz war zweimal verheiratet. Am 9. Juni 1733 heiratete er auf Schloss Schwieberdingen in Württemberg Bibiane Henriette von Wallbrunn (1705–1735). Nach ihrem Tode heiratete er in Kopenhagen am 31. Mai 1745 Sophie Hedwig von Warnstedt (1707–1768), die Tochter des Amtmanns und Etatsrats Christian Hans von Warnstedt und der Louise Hedevig geb. Diede zum Fürstenstein.